# 지미 듀레이노
지미 듀레이노(Jimmy Durano, 1986년 9월 18일 ~ )는 브라질의 포르노 배우이다.